# Viloyat Fargʻona
Die Viloyat Fargʻona (usbekisch Fargʻona viloyati; russisch Ферганская область / Ferganskaja oblast) ist eines der zwölf Viloyats Usbekistans. Es befindet sich im südlichen Teil des Ferghanatals im äußersten Osten des Landes. Die Viloyat Fargʻona grenzt an die usbekischen Viloyaten Namangan und Andijon sowie an die Länder Kirgisistan und Tadschikistan. Die Fläche der Viloyat beträgt 6.800 km² (Rang 9 der usbekischen Viloyaten), die Bevölkerung (2017) 3.564.800 Menschen, womit Fargʻona nach Samarqand die Viloyat mit den meisten Einwohnern ist. Etwa 71 Prozent der Bevölkerung leben in ländlichen Gebieten, die Bevölkerungsdichte beläuft sich auf 524 Einwohner je Quadratkilometer. Der ISO 3166-2-Code der Viloyat lautet UZ-FA, Gouverneur ist Shuhrat Madaminovich Gʻaniyev. Die Mehrheit der Einwohner sind Usbeken, daneben leben auch etwa 220.000 Tadschiken in der Viloyat.

## Verwaltung
| Nr | Bezirk    | Hauptort | Nr | Bezirk      | Hauptort   |
| -- | --------- | -------- | -- | ----------- | ---------- |
| 1  | Oltiariq  | Oltiariq | 9  | Quva        | Quva       |
| 2  | Bagʻdod   | Bagʻdod  | 10 | Rishton     | Rishton    |
| 3  | Beshariq  | Beshariq | 11 | Soʻx        | Ravon      |
| 4  | Buyvada   | Ibrat    | 12 | Toshloq     | Toshloq    |
| 5  | Dangʻara  | Dangʻara | 13 | Uchkoʻprik  | Uchkoʻprik |
| 6  | Fargʻona  | Vodil    | 14 | Oʻzbekiston | Yaypan     |
| 7  | Furqat    | Navbahor | 15 | Yozyovon    | Yozyovon   |
| 8  | Qoʻshtepa | Langar   |    |             |            |
|    |           |          |    |             |            |

Die Hauptstadt der Viloyat ist Fargʻona mit 183.037 Einwohnern. Die größte Stadt der Viloyat Fargʻona ist mit 206.131 Einwohnern Qoʻqon (deutsch Kokand), weitere bedeutende Städte sind Margʻilon, Quva, Quvasoy und Rishton. Weiters finden sich in Fargʻona zehn Siedlungen städtischen Typs und 164 Dörfer.
Administrativ gliedert sich die Viloyat in 15 Bezirke (tuman). Die fünf Städte Fargʻona, Margʻilon, Quva, Quvasoy und Qoʻqon sind Viloyatunmittelbar, d. h., sie gehören keinem Bezirk an. Quva ist gleichzeitig der Hauptort des gleichnamigen Bezirks. Die innerhalb des kirgisischen Gebiets Batken gelegenen usbekischen Exklaven Soʻx (eigener Bezirk), Chong-Kara  (zum Bezirk Soʻx), Shohimardon und Jangail  (zum Bezirk Fargʻona) und sind Teil der Viloyat Fargʻona.

## Wirtschaft
Der wichtigste Wirtschaftszweig der Region ist die Pflanzenproduktion. Innerhalb dieses Zweiges sind der bewässerte Baumwollanbau, Serikultur, Gartenbau und Weinanbau die wichtigsten Sparten. Weitere landwirtschaftliche Aktivitäten umfassen Viehzucht (Fleisch- und Milchproduktion) und Bienenzucht. An natürlichen Ressourcen finden sich Erdöl und Tonminerale. Die dominierenden Industrien stellen Erdölraffinerien, die Produktion von Düngemitteln und chemischer Produkte, Textil- und Seidenwebereien, Leichtindustrie sowie die Kleidungs- und Keramikindustrie.